# Філософський скептицизм

Класичне уявлення про істинне знання як перетин між істиною та припущенням

Філософський скептицизм — це і філософська концепція, і філософська школа (пірронізм), суть якої полягає в пізнанні об'єктивної реальності через критичний раціоналізм. Східні школи філософського скептицизму, які суттєво відрізняються від західних філософських течій, у своїй методології спираються на глибокі гносеологічні засади.
Діапазон філософського скептицизму — від сумніву в можливості філософського рішення до агностицизму і нігілізму. Усі античні філософи-скептики сходяться на думці, що знання можливе лише через апріорні припущення, які не можуть бути виведені з чуттєвого досвіду, а тому його істинність необхідно постійно перевіряти. У класичній філософії скептицизм належать до особистісних рис школи «скептиків» — філософів, про яких говорили, що вони «нічого не стверджують, а лише здогадуються». У цьому сенсі філософський скептицизм вважає, що слід уникати постулату про абсолютну істину. Єдиним систематичним джерелом з цього періоду є Секст Емпірик, оскільки більшість античних скептиків не залишили жодних записів або їхні твори не збереглися.
Сучасний західний скептицизм ґрунтується на погляді, що ідеї або універсалії можуть бути безпосередньо пізнані через емпіричний досвід (Бертран Рассел). Єдиний справді ефективний інструмент пізнання Рассел бачив у природничих науках. Саме природничі науки, а не мораль чи релігія, на його думку, повинні бути моделлю для філософії; таким чином, Рассел заклав основи сучасного наукового скептицизму.